# Made in Milan
Pour plus de détails, voir Fiche technique et Distribution.
Made in Milan est un film américain réalisé par Martin Scorsese, sorti en 1990.

## Synopsis
Ce documentaire s'intéresse au styliste Giorgio Armani, ses inspirations, son rapport à la ville de Milan et son rapport au cinéma.

## Fiche technique
- Titre : Made in Milan
- Réalisation : Martin Scorsese
- Scénario : Jay Cocks
- Musique : Howard Shore
- Photographie : Néstor Almendros
- Montage : Thelma Schoonmaker
- Production : Barbara De Fina
- Société de production : Emporio Armani
- Pays :  États-Unis
- Genre : Documentaire
- Durée : 20 minutes
- Dates de sortie : 
  -  États-Unis : 1990